# Ley de Philippi
La ley de Philippi se refiere a un cambio fonético regular registrado en hebreo clásico (aunque también se ha encontrado en otras lenguas semíticas) identificado por primera vez por el filólogo F.W.M. Philippi en 1878, y refinado posteriormente por Thomas O. Lambdin.

## En hebreo clásico
En hebreo clásico, se llama ley de Philippi al cambio fonético condicionado de /i/ en /a/, que se da cuando esta aparece en sílaba cerrada tónica. Las causas de esta centralización no están claras y están sujetas a debate, pero es un cambio regularmente observado. Dada su universalidad, dado el contexto adecuado se la cataloga como ley fonética, aunque la regla no parece aplicarse en un cierto número de casos por lo que su carácter de "ley", en el sentido de la lingüística histórica, ha sido ampliamente debatido.
Algunos críticos han sugerido incluso, que podría no tratarse de un fenómeno propio del hebreo, sino de un fenómeno fonético del arameo que podría haber influido sobre algunas palabras hebreas. Incluso el propio Philippi, que anticipó esta ley al examinar el comportamiento de la raíz semítica para 'dos' en hebreo bíblico, propuso que la regla podría remontarse al proto-semítico. La ley de Philippi se usa también para explicar el cambio de timbre vocálico de la palabra hebrea para 'hija' y otras palabras.

## En neoárabe
En árabe andalusí, F. Corriente identifica algunos cambios de timbre que son descriptivamente idénticos a ley de Philippi para el hebreo:
ár. and. bant 'hija' < ár. clás. بنت bint
ár. and. dálaâ 'costilla' < ár. clás. ضلع dilaâ
ár. and. ráŷel 'pie, columna' < ár. clás. رجل riŷl
Además, el mismo autor nota algunas hipercorrecciones de escribas que se equivocan al transcribir ciertas palabras, como qiṣʿah en lugar de qaṣʿah 'escudilla', zind en lugar de zand 'brazo' y firq en lugar de فرق farq 'diferencia'.